# دهنه خوال
دهنه خوال (به لاتین: Dahan-e Khawal) یک منطقهٔ مسکونی در افغانستان است که در ولایت بامیان واقع شده‌است.